# Edward Wright (écrivain)
Pour les articles homonymes, voir Edward Wright (homonymie) et Wright.
Edward Wright, né le 18 décembre 1939 à Hot Springs, en Arkansas, et mort le 1er mai 2015 à Los Angeles, est un journaliste et un écrivain américain, auteur de roman policier et de thriller.

## Biographie
EdWard Wright fait des études  en littérature anglaise à l'université Vanderbilt et obtient une maîtrise en journalisme à l'université Northwestern. Entre ces deux périodes estudiantines, il sert trois ans dans la marine américaine pendant la guerre du Viêt Nam. Dans les années 1970, il devient rédacteur en chef du Chicago Tribune, puis du Los Angeles Times.
Après trente années de journalisme, il publie en 2002 son premier roman, Clea’s Moon, dans lequel il met en scène John Ray Horn, un ancien acteur de films de série B devenu détective privé. Avec le deuxième roman de cette série, While I Disappear, paru en 2004, il est lauréat du prix Shamus 2005 du meilleur roman. Deux autres de ses romans seront primés, Red Sky Lament, prix Dagger 2006 du meilleur roman policier historique et Damnation Falls, qui ne fait pas partie de la série, prix Barry 2008 du meilleur roman policier.
Il meurt à 75 ans des complications liées à un lymphome.

## Œuvre

### Romans

#### SérieJohn Ray Horn
- Clea’s Moon (2003)
- While I Disappear (2004) (autre titre The Silver Face)
- Red Sky Lament (2006)

### Autres romans
- Damnation Falls (2007)
- From Blood (2010)

## Prix et distinctions

### Prix
- Prix Shamus 2005 du meilleur roman pour While I Disappear[2]
- Prix Dagger 2006 du meilleur roman policier historique pour Red Sky Lament[3]
- Prix Barry 2008 du meilleur roman policier britannique pour Damnation Falls[4]

### Nomination
- Prix Barry 2004 du meilleur premier roman pour Clea’s Moon[4]
- Prix Barry 2007 du meilleur roman policier britannique pour Red Sky Lament[4]